# Marko Petković (pallanuotista)
Marko Petković (in serbo Марко Петковић?; Belgrado, 3 marzo 1989) è un pallanuotista serbo naturalizzato montenegrino, difensore dello Stella Rossa.

## Carriera
Cresciuto nelle file del Beograd, squadra della sua città natale, si trasferisce al club turco del Galatasaray nel 2008. L'anno successivo viene acquistato dal Budva e difende i colori del club montenegrino per due stagioni, conquistando un campionato e una coppa nazionale. Passa poi al Barceloneta per tre stagioni: con il club catalano conquista tre titoli di Spagna, due coppe nazionali e due supercoppe spagnole, a cui si aggiunge il trionfo in LEN Champions League nel 2014, nella finale disputata in casa proprio contro il Radnički, squadra che lo preleva quell'estate. Dopo un anno al Radnički, a seguito della pesante crisi economica dei club serbi che investe anche la società biancorossa, si trasferisce in Ungheria al neopromosso Miskolc. 

## Palmarès

### Club
- Campionato turco: 1

Galatasaray: 2008-09
- Campionato montenegrino: 5

Budva: 2010-11
Jadran: 2017-18, 2018-19, 2020-21, 2021-22
- Campionato spagnolo: 3

Barceloneta: 2011-12, 2012-13, 2013-14
- Coppa di Turchia: 1

Galatasaray: 2008-09
- Coppa di Serbia: 1

Radnicki: 2014-15
- Coppa del Montenegro: 5

Budva: 2010-11
Jadran: 2017-18, 2018-19, 2019-20, 2020-21
- Copa del Rey: 2

Barceloneta: 2012-13, 2013-14
- Supercopa de España: 2

Barceloneta: 2011, 2013
- Coppa dei Campioni/Eurolega: 1

Barceloneta: 2013-14

### Nazionale
- Europei

Budapest 2020: 
- World League

Firenze 2011: 
Budapest 2018: 
Tbilisi 2020: 